# Szafirowa chimera
Szafirowa chimera – album wydany w 1996 roku przez Władysława Komendarka. Wydawcą była wytwórnia X-Serwis?Tangram.

## Lista utworów
1. „Przenikanie duszy” – 6:15
2. „Widmo ducha” – 5:52
3. „Zwierciadło epoki” – 19:40
4. „Ścieżka do raju” – 4:40
5. „Reinkarnacja nr 10" – 12:45
6. „Szafirowa chimera” – 5:50
7. „Fabryka sformatowanych mózgów” – 13:48
8. „Coda” – 4:00